# LM Ericsson-byggnaden, Kungens kurva

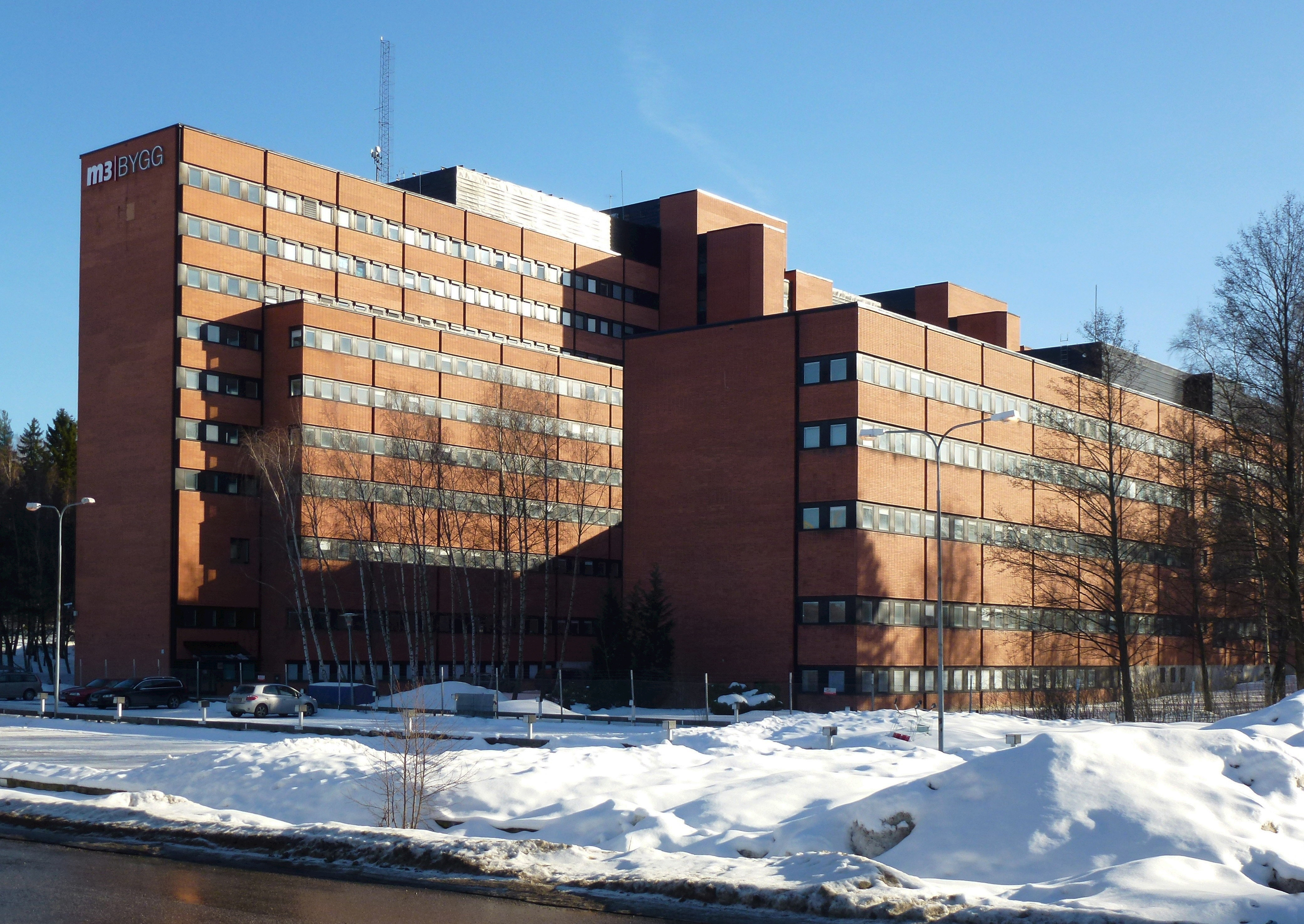
Ericsson-byggnaden i februari 2013.

LM Ericsson-byggnaden är ett byggnadskomplex i rött tegel, ursprungligen uppfört för företaget Ericssons räkning i Kungens kurva-området i Huddinge kommun. Anläggningen i kvarteret Diagonalen uppfördes 1975–1977 efter ritningar av Berg Arkitektkontor.

## Markområdet
I början av 1970-talet sökte L.M. Ericsson efter en stor tomt för ny tillverknings- och kontorsanläggning i Stockholmstrakten. Valet föll på ett område med framtida expansionsmöjlighet i Kungens kurva, inte långt från Ikea Kungens kurva. Det cirka 140 000 m² stora markområdet delades upp i sex kvarter, som avskildes från varann genom vegetationszoner. Fullt utbyggd hade fastigheten kunnat ge arbetsplatser för 4 000–5 000 personer.

## Byggnad
Till en början bebyggdes kvarter 1 och 2 i fastighetens västra del (Diametern 2) med fyra separata huskroppar om totalt cirka 45 000 m² våningsyta. Här skapades verkstäder, laboratorier och kontor för 1 300 personer. Till arkitekt valdes Anders Berg arkitektkontor där Folke Mandelius och Esbjörn Adamson stod för ritningarna. Berg hade då just färdigställt LM Ericsson-byggnaden vid Södertäljevägen i Västberga.
Husen blev stora, den största byggnaden är 125 meter lång och 35 meter hög med tio våningar. Karakteristisk för byggnadernas utformning är strikta kubiska volymer i rött fasadtegel som artikuleras och avskiljs genom svarta plåtband både horisontellt och vertikalt. Den vertikala uppdelningen av tegelbröstningarna efter var fjärde fönster (motsvarande 1,5 meter) återkommer i byggnadens moduluppbyggnad. Teglet är ljusrött med rosa fogar och plåtdetaljerna är utförda i svart anodiserad aluminiumplåt. Stommens pelarindelning är 9×9 meter i undervåningen och 9×18 meter i övervåningen. Matsalsbyggnadens fasader gestaltades lätt och luftigt i laserat trä och glas.

### Bilder

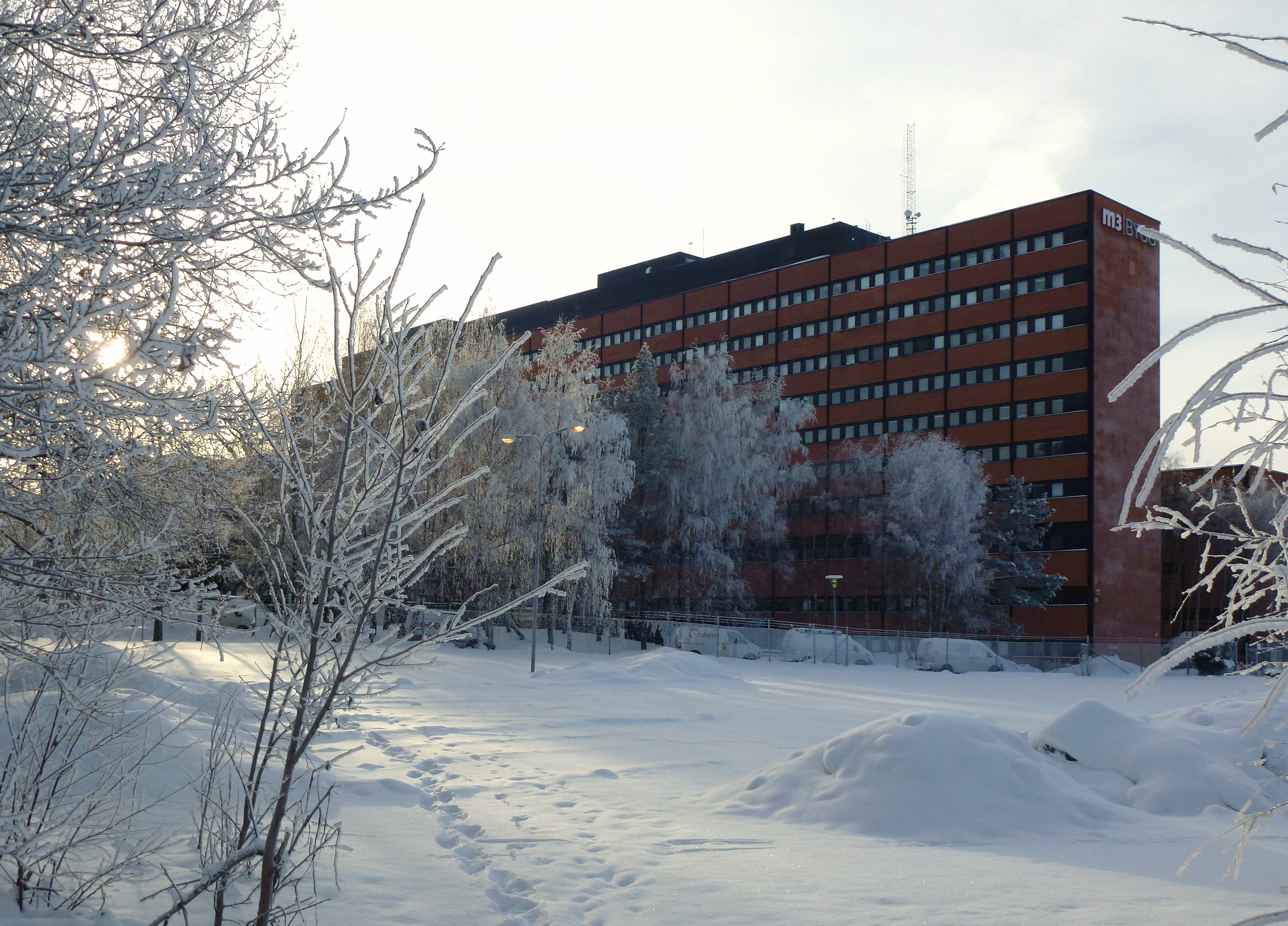
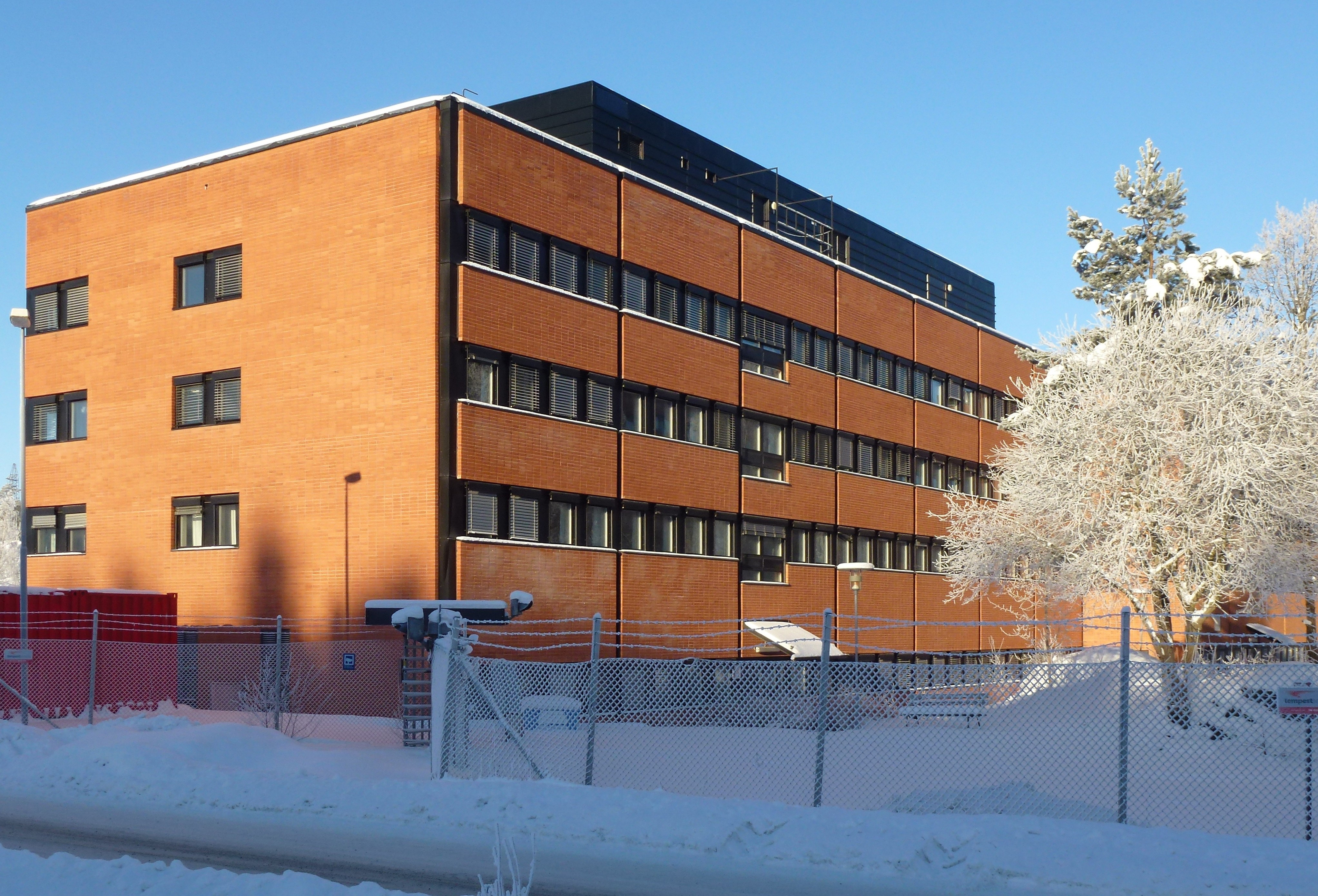
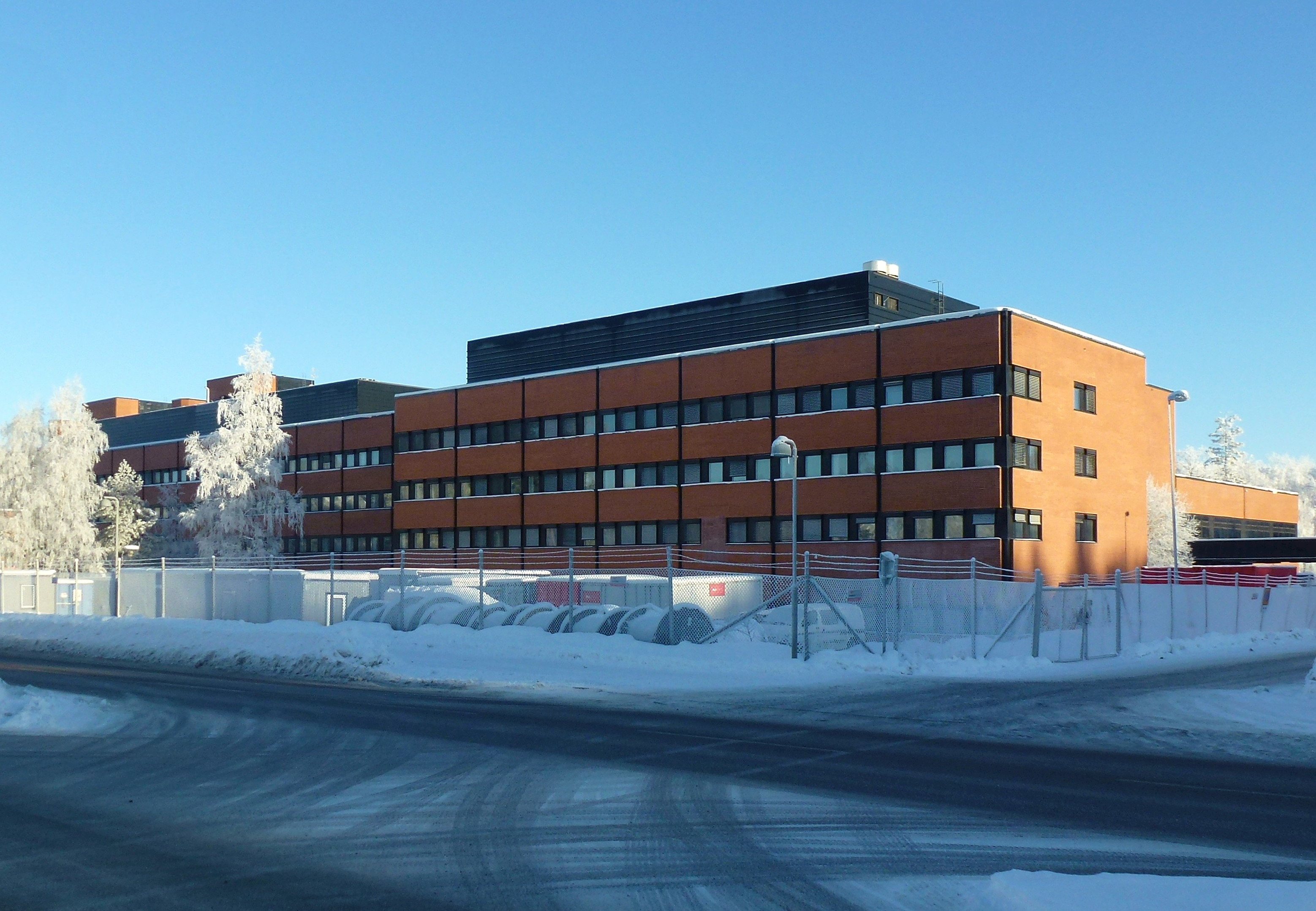
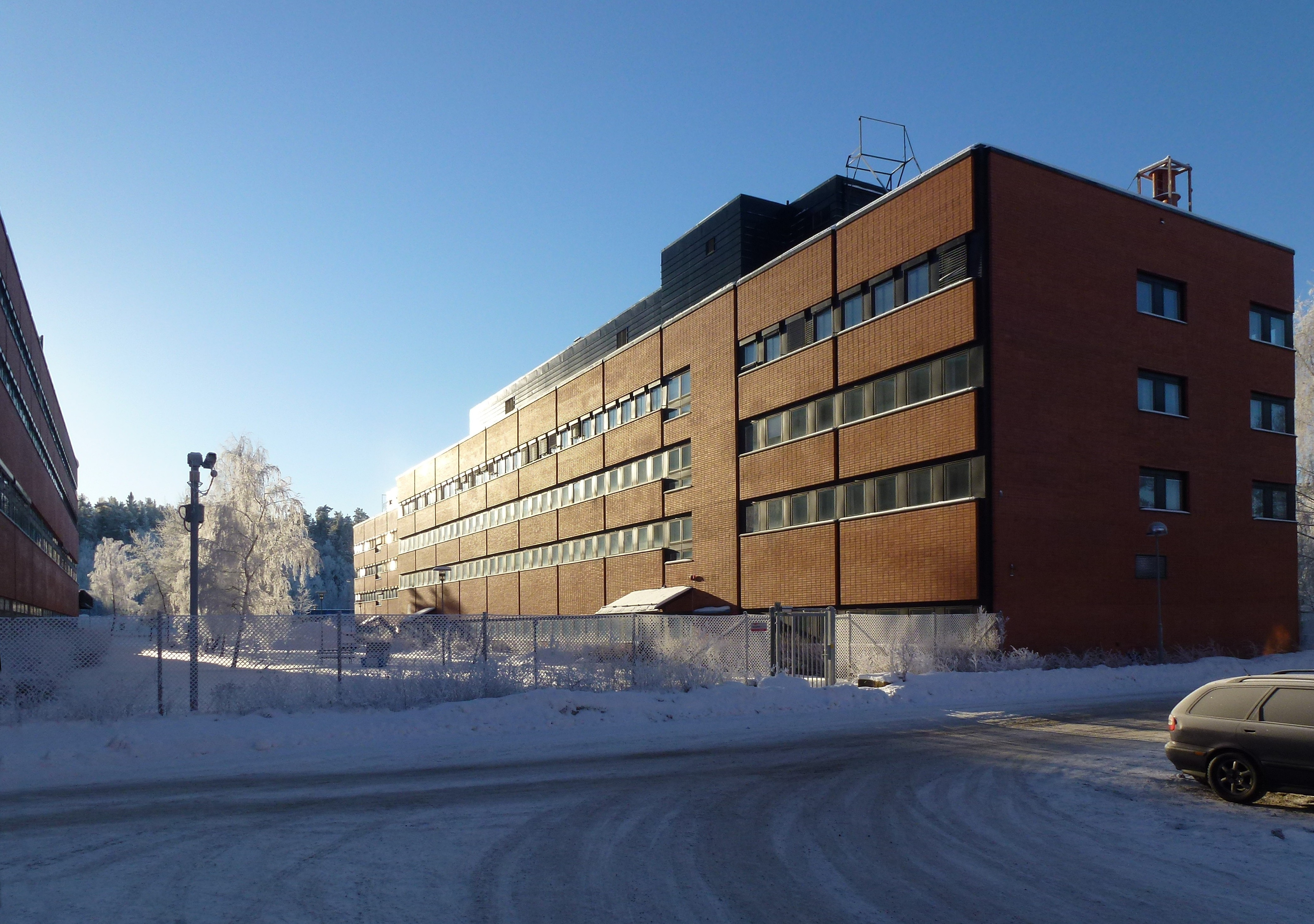

## Flytten och nya ägare
Redan våren 1987 lades Ericssons anläggning i Kungens kurva ner och stora delar av produktionen flyttades till Norrköpingsfabriken. Östra delarna av den stora fastigheten (cirka 2/3-delar) var då fortfarande obebyggda. Därefter blev största hyresgäst  Emerson Energy Systems med 10 000 m². År 2000 förvärvade fastighetsbolaget Kungsleden AB den obebyggda fastigheten (Diametern 1)  av LM Ericsson. Köpeskillingen uppgick till 235 Mkr.
KF Fastigheter köpte i januari 2007 Diametern 1 från Kungsleden för 95 Mkr. Tidigare hade KF Fastigheter förvärvat grannfastigheterna Diametern 2 från JM och Vinkeln 4 av Riksbyggen. Därmed kontrollerar KF Fastigheter för närvarande (2012) ett sammanhängande markområde om 150 000 m² söder och väster om handelsområdet Kungens kurva.